# Trono do Crisântemo

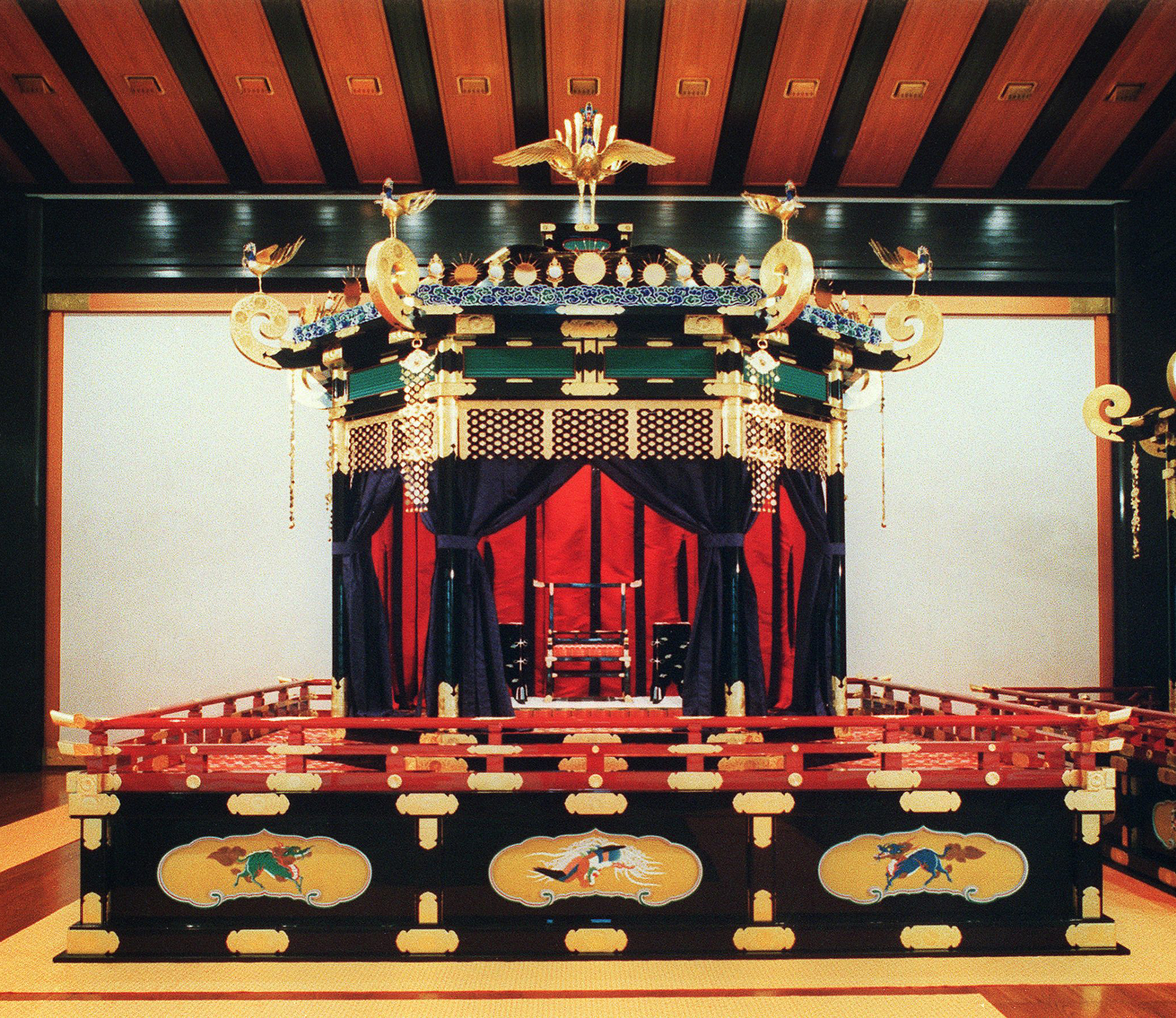
O trono Takamikura no Palácio Imperial de Quioto é usado principalmente para cerimónias de coroação.

Trono do Crisântemo é o nome comum dado ao trono imperial do Japão kōi (皇位, lit. trono imperial). Chrysanthemum (菊 kiku em japonês), cujo nome vulgar é Crisântemo, é o escudo de armas do Imperador do Japão. Literalmente, kikukamonshō (菊花紋章) significa Selo do Crisântemo.
Este trono é a mais antiga monarquia contínua do mundo. Em Nihonshoki, é dito que o Império do Japão foi fundado em 660 a.C. pelo Imperador Jimmu. Conforme a tradição, o Imperador Naruhito é o 126.° descendente direto de Jimmu. O registro histórico remonta ao Imperador Ojin, que teria reinado no começo do século V. Apesar do fato de ter havido anteriormente oito mulheres imperadoras ou imperatrizes (a atual imperatriz do Japão é a consorte do Imperador), todas o foram por um breve período e sempre em caráter de urgência.
Sob a lei imperial japonesa (promulgada pela Agência da Casa Imperial e pelo Conselho Privado), mulheres têm sido proibidas de imperar desde o final do século XIX.
Porém, pressões internacionais para que o Primogênito seja declarado Herdeiro do Trono, independente de seu sexo, têm levado a uma profunda discussão de valores tradicionais na sociedade japonesa. Recentemente, nasceram apenas princesas na Casa Imperial, e mesmo depois de a Princesa Aiko ter ganhado um primo (que se tornou o segundo na linha de Sucessão), é possível que ela se torne a primeira Imperatriz de facto do Japão, por ser ela a primogênita do Príncipe Herdeiro.
O Imperador, em japonês "divino soberano" (天皇, tennō) atua como um alto sacerdote na tradicional religião japonesa, o Xintoísmo. Entretanto, sua alegação de ter origem divina de Amaterasu foi renunciada formalmente depois da Segunda Guerra Mundial.
Sob as provisões da atual Constituição do Japão, o Imperador é um "símbolo do Estado e da unidade de seu povo". Ele não exerce, na verdade, um poder político, mas é tratado como Chefe de Estado e como monarca constitucional.

## Outros tronos do Imperador

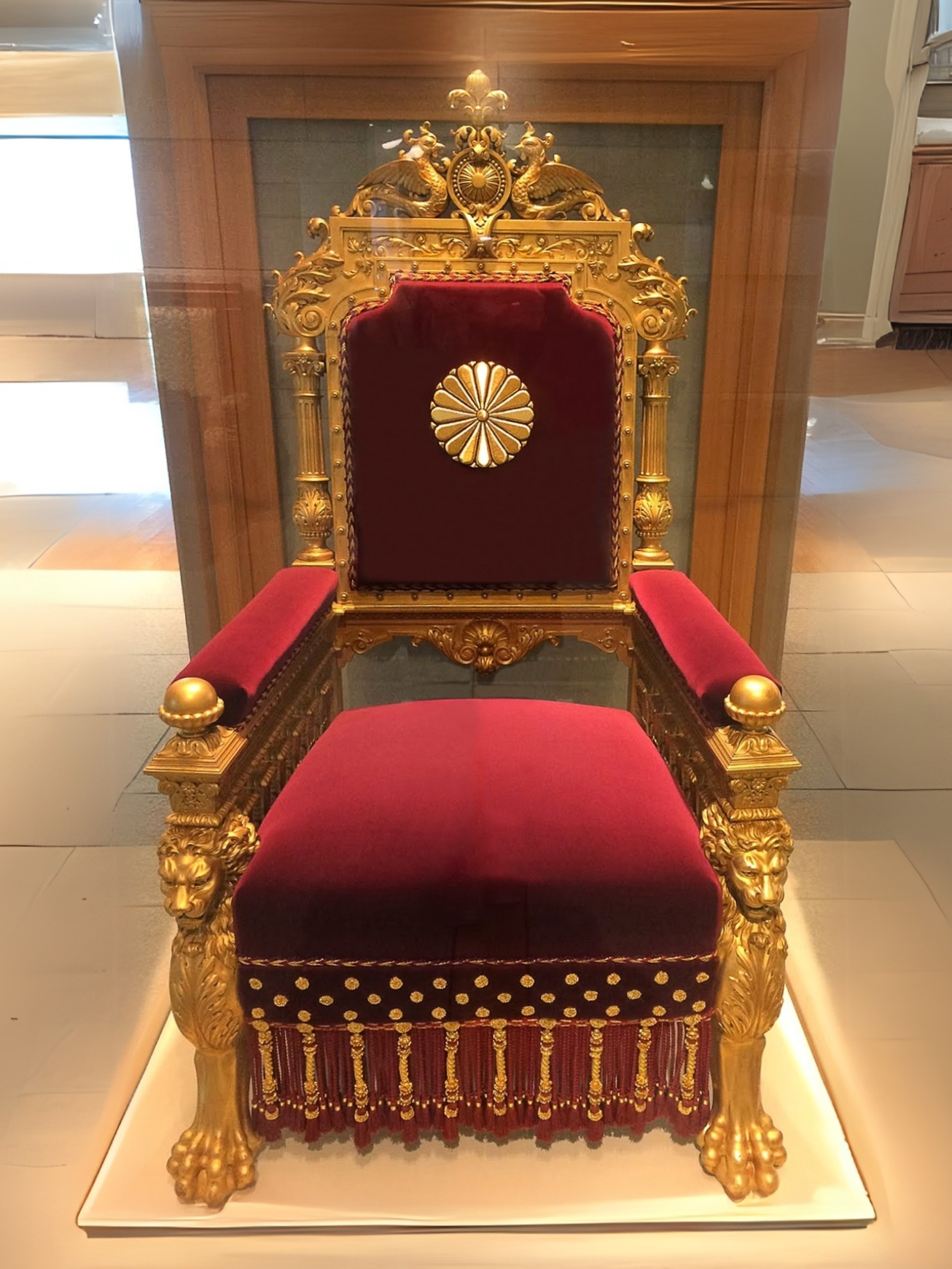
O Trono Imperial do Imperador do Japão

O Trono Imperial do Imperador do Japão esteve na Câmara dos Pares de 1868 a 1912. O imperador ainda usa o trono durante as cerimônias da Dieta Nacional. Como quando o Imperador faz um discurso ou uma declaração durante uma cerimônia de abertura na Câmara dos Conselheiros. O trono apresenta ouro real com detalhes imaculados, como o emblema de flor de crisântemo, duas cabeças de leão, dois faisões-verdes e o disco solar.